# Le Verger
Pour les articles homonymes, voir Verger (homonymie).
Le Verger est une commune française de Rennes Métropole, située dans le département d'Ille-et-Vilaine en région Bretagne.

## Géographie

### Localisation
La commune se situe à une vingtaine de kilomètres à l'ouest de Rennes, la préfecture départementale.
|           | Talensac      |                     |
| Monterfil | du Verger     | Mordelles           |
|           | Saint-Thurial | Bréal-sous-Montfort |

La commune est limitrophe de celle de Mordelles depuis 2012.

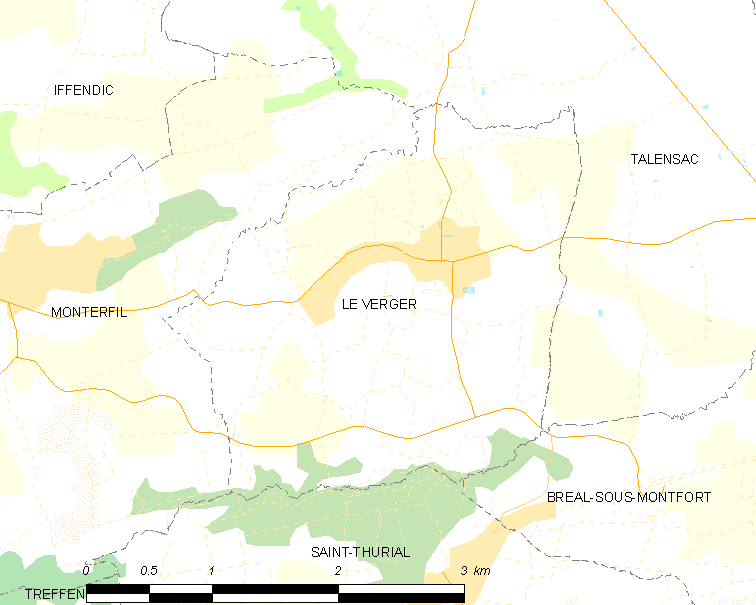
Carte de la commune du Verger.

### Géologie et relief
La superficie de la commune est de 696 hectares ; son altitude varie entre 23 et 92 mètres.
Le point le plus bas se situe à 23 mètres d'altitude, à l'est de la commune au confluent du Meu et de la Chèze.
Le point le plus haut se situe au sud-ouest, aux lieux-dits le Perray et le Bignon.

### Voies de communication et transports
L'axe Rennes-Lorient (route nationale 24) passe au sud de la commune. Deux routes départementales traversent le bourg, la D 240 d'est en ouest et la D 69 du nord au sud.
La commune est desservie par les bus du réseau service des transports en commun de l'agglomération rennaise (STAR) de Rennes Métropole via la ligne 55 (53 les vendredis et samedis soir et 54 les dimanches et jours fériés).
Elle est également desservie par la ligne 1 du réseau drégional BreizhGo.

### Hydrographie
Pour un article plus général, voir Réseau hydrographique d'Ille-et-Vilaine.
La commune est située dans le bassin versant de la Vilaine, au sein du bassin Loire-Bretagne. Elle est drainée par le Meu, la Chèze, le Serein, le Rohuel et le ruisseau du Gué Saint-laurent,,.
Le Meu, d'une longueur de 84 km, prend sa source dans la commune de Saint-Vran et se jette  dans un bras de la Vilaine à Chavagne, après avoir traversé 21 communes. 
La Chèze, d'une longueur de 24 km, prend sa source dans la commune de Plélan-le-Grand et se jette  dans le Meu sur la commune, après avoir traversé six communes. 
Le Serein, d'une longueur de 20 km, prend sa source dans la commune de Paimpont et se jette  dans le Meu à Talensac, après avoir traversé sept communes. 
Le ruisseau de Rohuel constitue la frontière sud tandis que son affluent le ruisseau du Gué Saint-Laurent prend sa source au sud-ouest du bourg du Verger.

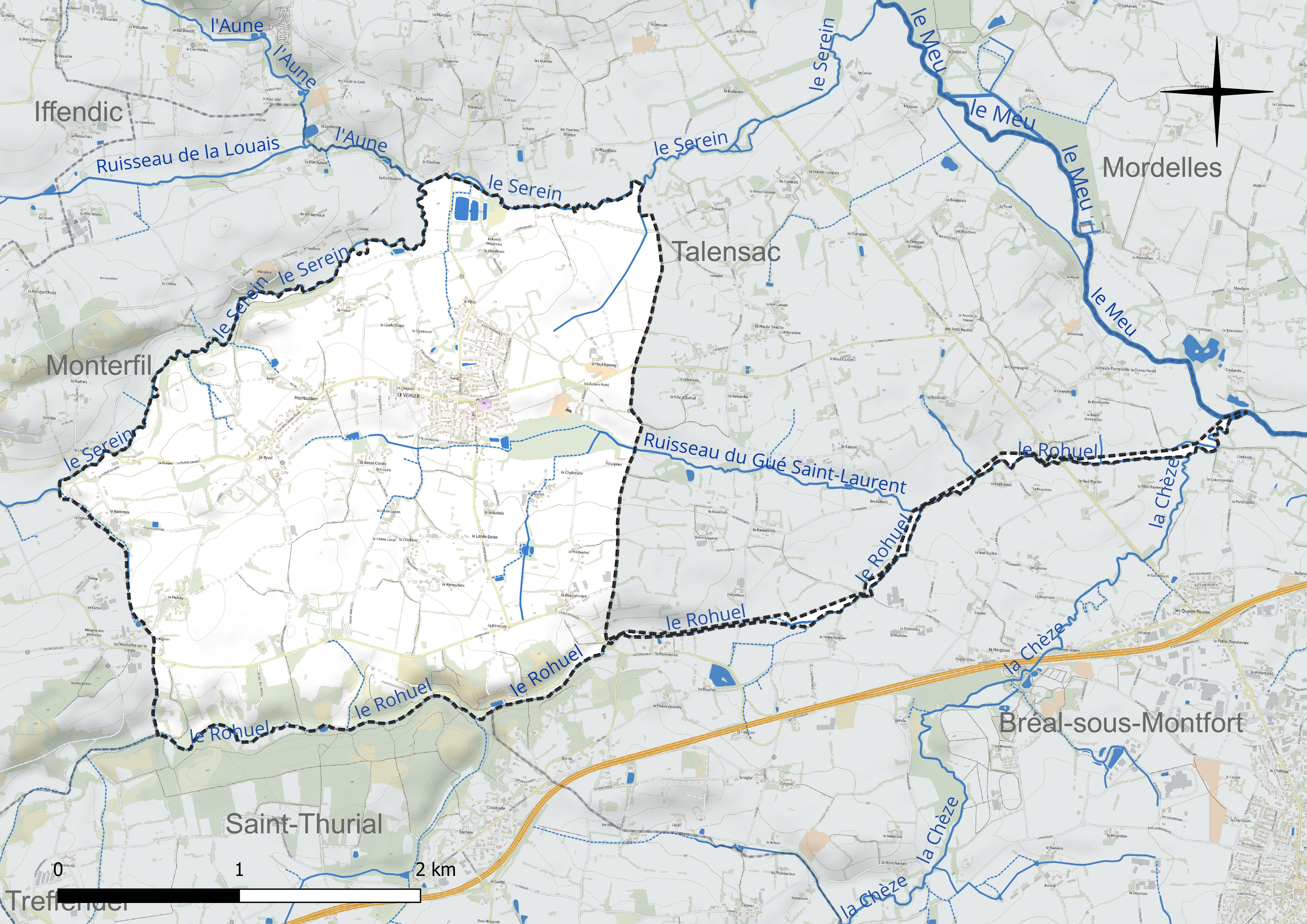
Réseau hydrographique du Verger.

### Climat
Pour des articles plus généraux, voir Climat de la Bretagne et Climat d'Ille-et-Vilaine.
En 2010, le climat de la commune est de type climat océanique altéré, selon une étude du CNRS s'appuyant sur une série de données couvrant la période 1971-2000. En 2020, Météo-France publie une typologie des climats de la France métropolitaine dans laquelle la commune est exposée à un climat océanique et est dans la région climatique  Bretagne orientale et méridionale, Pays nantais, Vendée, caractérisée par une faible pluviométrie en été et une bonne insolation. Parallèlement l'observatoire de l'environnement en Bretagne publie en 2020 un zonage climatique de la région Bretagne, s'appuyant sur des données de Météo-France de 2009. La commune est, selon ce zonage, dans la zone « Intérieur Est », avec des hivers frais, des étés chauds et des pluies modérées.  
Pour la période 1971-2000, la température annuelle moyenne est de 11,5 °C, avec une amplitude thermique annuelle de 12,3 °C. Le cumul annuel moyen de précipitations est de 721 mm, avec 11,9 jours de précipitations en janvier et 6,2 jours en juillet. Pour la période 1991-2020, la température moyenne annuelle observée sur la station météorologique la plus proche, située sur la commune du Rheu à 11 km à vol d'oiseau, est de 12,2 °C et le cumul annuel moyen de précipitations est de 720,4 mm,. Pour l'avenir, les paramètres climatiques de la commune estimés pour 2050 selon différents scénarios d'émission de gaz à effet de serre sont consultables sur un site dédié publié par Météo-France en novembre 2022.

## Urbanisme

### Typologie
Au 1er janvier 2024, Le Verger est catégorisée bourg rural, selon la nouvelle grille communale de densité à sept niveaux définie par l'Insee en 2022.
Elle est située hors unité urbaine. Par ailleurs la commune fait partie de l'aire d'attraction de Rennes, dont elle est une commune de la couronne,. Cette aire, qui regroupe 183 communes, est catégorisée dans les aires de 700 000 habitants ou plus (hors Paris),.

### Occupation des sols

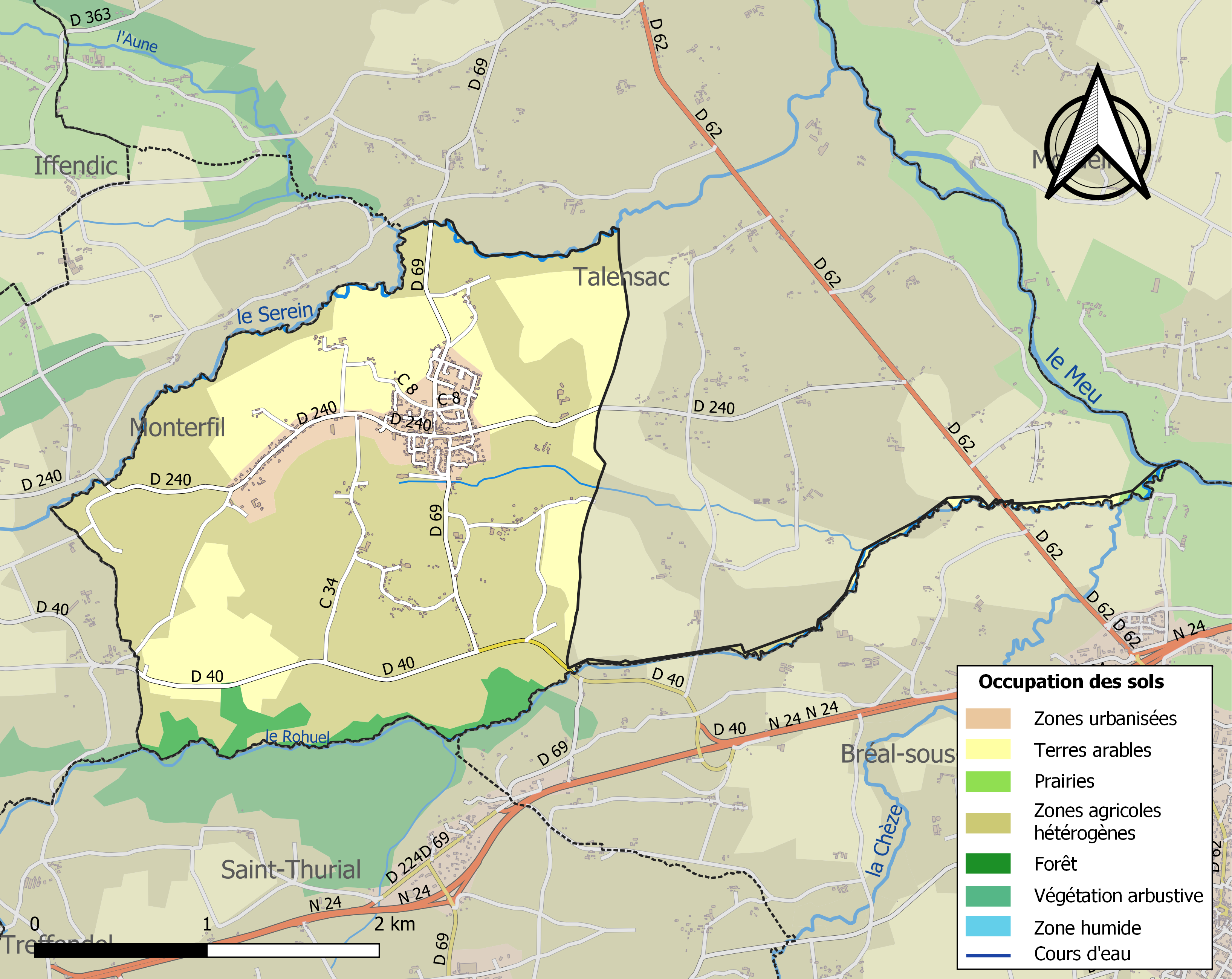
Carte des infrastructures et de l'occupation des sols de la commune en 2018 (CLC).

L'occupation des sols de la commune, telle qu'elle ressort de la base de données européenne d'occupation biophysique des sols Corine Land Cover (CLC), est marquée par l'importance des territoires agricoles (88,4 % en 2018), en diminution par rapport à 1990 (90,2 %). La répartition détaillée en 2018 est la suivante : 
zones agricoles hétérogènes (61,4 %), terres arables (26,8 %), zones urbanisées (7,5 %), forêts (4 %), prairies (0,3 %).
L'IGN met par ailleurs à disposition un outil en ligne permettant de comparer l'évolution dans le temps de l'occupation des sols de la commune (ou de territoires à des échelles différentes). Plusieurs époques sont accessibles sous forme de cartes ou photos aériennes : la carte de Cassini (XVIIIe siècle), la carte d'état-major (1820-1866) et la période actuelle (1950 à aujourd'hui).

## Toponymie
Les formes anciennes sont : Vergier (1582), Ecclesia du Verger en 1621,. Le toponyme Le Verger est dérivé du mot latin viridis "vert", "verdure",. Ce mot à produit la forme viridiarium "jardin", puis en ancien français vergier, vregier, vregié, verjé, etc.. En gallo, le nom de la localité s'écrit Le Verjer, ou L'Verjer, en gallo "verjer" se dit aussi verjier.  
Le terme breton est attesté en 1464, avec des variantes bergiez et vergez à la fin du XVe siècle. Berjez se trouve encore dans les dictionnaires du breton jusqu'au milieu du XIXe siècle,,, et se fait accompagner par la forme gwerje(z) à partir de 1864,,. Il s'agit d'un emprunt au roman.
La base de données toponymiques KerOfis (sur Office public de la langue bretonne) traduit les noms des lieux-dits Le Verger dans les communes finistériennes Châteauneuf-du-Faou, Spézet et Tréméoc, et à Cancale, Guémené-Penfao, Plouézec et Saint-Thuriau dans le reste de la Bretagne historique par Ar Verje / Verjez ou Ar Werje / Werjez.
Cependant, la forme bretonne actuelle proposée pour la commune Le Verger par KerOfis est Gwerzher, qui se trouve aussi dans une édition de 2005 du dictionnaire de Roparz Hemon et Ronan Huon sans autre explication étymologique. Depuis février 2025, la commune fait afficher ce néo-toponyme sur les panneaux bilingues à l'entrée de la commune à l'initiative du conseil municipal des jeunes qui souhaitaient ainsi selon eux "montrer l'appartenance de la commune à la Bretagne". Le lexème gwerzher est traduit dans les dictionnaires par "vendeur" formé à partir de gwerzh "vente",. Il trouve une première attestation au XVe siècle avec la forme guerzer,, dérivé du verbe gwerzhañ "vendre". Une forme proche est gwersaer "versificateur, poète" de gwers ou gwerz "chanson, vers",,.

## Histoire
Il existait une chapelle dite "Église primitive" au lieu-dit Le Pâtis, qui fut démolie vers la fin du XVe siècle à la suite d'un tremblement de terre.
C'est vers 1542 que plusieurs paroissiens de Talensac, habitant Le Trait du Breil, adressent une requête à l'évêque de Saint-Malo par laquelle ils sollicitent le droit de bâtir une église au village de Le Verger, moyennant la perception d'un certain nombre de taxes, dîmes et autres impôts, ainsi que la prise en charge complète du curé au frais de ses ouailles (construction d'une maison et couvert). Les paroissiens s'engagent à entretenir cette église. En 1617, le Parlement de Bretagne fut chargé d'une affaire opposant l'évêque de Saint-Malo, d'un côté, au seigneur de Le Verger et les habitants, de l'autre. Ces derniers furent condamnés à construire à leur frais un presbytère. Ainsi, en 1630, l'évêque de Saint-Malo érigea Le Verger en trêve de Talensac. 
Guillaume Le Gouverneur, évêque de Saint-Malo, dont dépendait Talensac, approuva tous ces actes et érigea au commencement de 1630 Le Verger en trève de Talensac, avec le consentement du recteur de cette paroisse. Aussitôt Gilles Huchet, seigneur de la Bédoyère, présenta Raoul Berhault à l'évêque, qui le pourvut le 9 mai 1630 de l'église du Verger, fillette de Talensac, « ecclesia du Verger, filiola matricis ecclesiœ de Talensac ».
En 1790, M. Oresve, curé du Verger, déclara que son bénéfice avait un revenu net de 252 livres ; cependant c'est en 1803 que le territoire de Le Verger fut séparé de celui de Talensac et érigé en paroisse autonome,  par démembrement de la commune de Talensac qui elle-même est un démembrement de l'ancienne paroisse primitive d'Iffendic.
Le Verger se trouvait dans l'arrondissement de Montfort-sur-Meu jusqu'en 1926, date de son rattachement à l'arrondissement de Rennes.

### Adhésion à Rennes Métropole

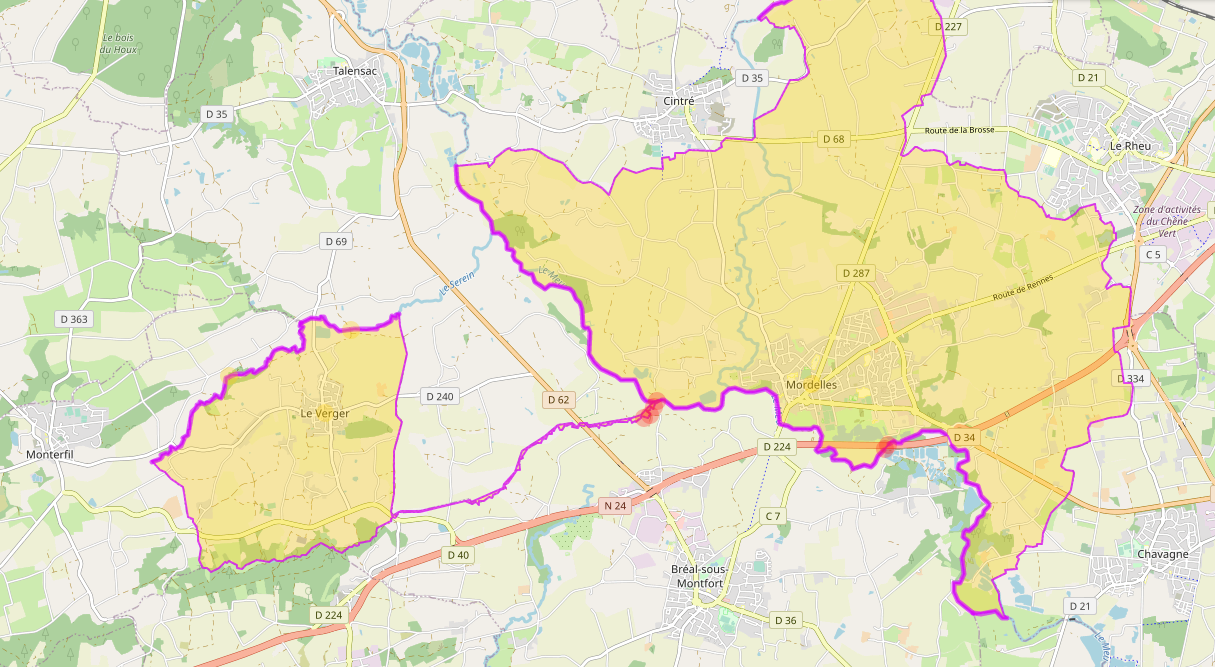
Liaison territoriale entre la commune du Verger et Mordelles

En 1992, la commune rejoint le district urbain de Rennes District (auquel a succédé en 2000, la communauté d'agglomération de Rennes Métropole) dont elle est alors une exclave. Cette discontinuité territoriale posera problème par la suite.
Au début des années 2010, une réforme des collectivités exige une continuité territoriale au sein des intercommunalité. Le Verger est alors toujours isolé géographiquement des autres villes de Rennes Métropole, depuis son intégration en 1992, et Talensac n'a pas le souhait de rejoindre l'intercommunalité rennaise. Un accord est trouvé entre les deux villes afin de céder une partie du territoire de Talensac au Verger. Fin 2012, le préfet d'Ille-et-Vilaine valide le transfert de 51 parcelles cadastrales pour un total 9 ha 39 a 57 ca. Cette bande de 4 km de long pour 20 à 60 m de large permet de relier géographiquement Le Verger à la ville de Mordelles, même si aucune voie de circulation n'est aménagé,,.

## Politique et administration

### Rattachements administratifs et électoraux

#### Circonscriptions de rattachement
Le Verger appartient à l'arrondissement de Rennes et au canton du Rheu, créé lors du redécoupage cantonal de 2014. Avant cette date, elle appartenait au canton de Montfort-sur-Meu.
Pour l'élection des députés, la commune fait partie de la troisième circonscription d'Ille-et-Vilaine, représentée depuis février 2020 par Claudia Rouaux (PS-NUPES). Sous le Second Empire, elle appartenait à la circonscription de Montfort-Redon, sous la Troisième République à la circonscription de Montfort et de 1958 à 1986 à la 2e circonscription (Rennes-Sud).

#### Intercommunalité
Depuis le 1er janvier 1992, la commune appartient à Rennes Métropole (anciennement Rennes District). Auparavant, Le Verger était ce qu'on appelle une commune isolée, c'est-à-dire n'appartenant à aucune intercommunalité.
Le Verger fait aussi partie du Pays de Rennes.

#### Institutions judiciaires
Sur le plan des institutions judiciaires, la commune relève du tribunal judiciaire (qui a remplacé le tribunal d'instance et le tribunal de grande instance le 1er janvier 2020), du tribunal pour enfants, du conseil de prud'hommes, du tribunal de commerce, de la cour d'appel et du tribunal administratif de Rennes et de la cour administrative d'appel de Nantes.

### Administration municipale
Le nombre d'habitants au dernier recensement étant compris entre 500 et 1 499, le nombre de membres du conseil municipal est de 15.

### Liste des maires

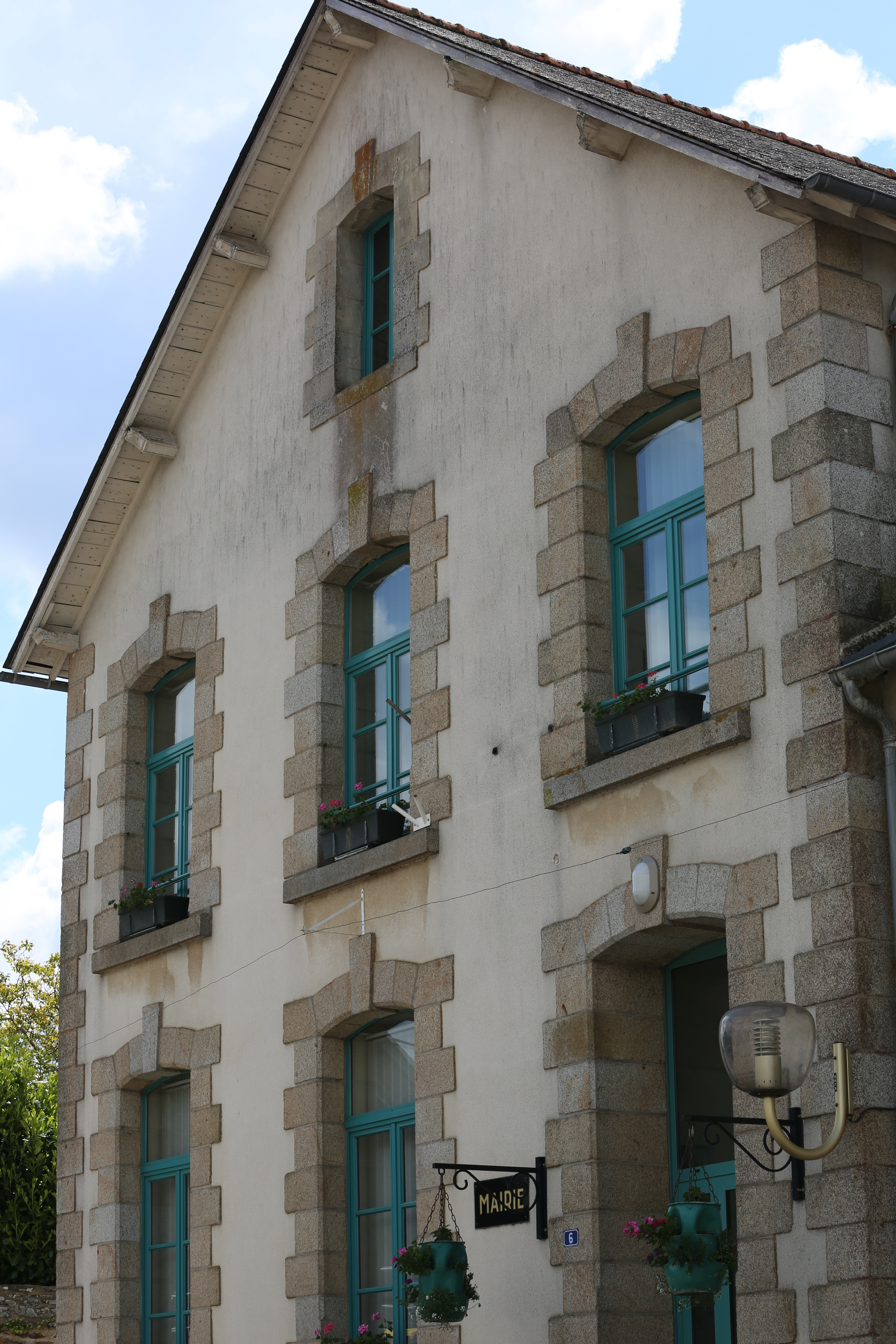
Mairie du Verger.

| Période                                  | Période                   | Identité          | Étiquette   | Qualité |
| ---------------------------------------- | ------------------------- | ----------------- | ----------- | --- |
| 1945                                     | mars 1982 (décès)         | Émile Tardif      | MRP puis CD | Négociant produits du sol, maire honoraire (1982) Conseiller général du canton de Montfort-sur-Meu (1945 → 1976) |
| avril 1982                               | mars 1983                 | André Durand      | CDS         | Maire honoraire                                                                                                  |
| mars 1983                                | juin 1995                 | Robert Labbé      | PS          | Maître de conférences de gestion Chevalier du Mérite agricole                                                    |
| juin 1995                                | mars 2008                 | Solange Delafosse | DVG         | Mère au foyer |
| mars 2008                                | mars 2014                 | Patrick Le Ray    | PS          | Réalisateur |
| mars 2014                                | décembre 2018             | Charles Marchal   | DVD         | Chef d'équipe sécurité                                                                                           |
| décembre 2018                            | En cours (au 25 mai 2020) | Sylvie Galic      | PS          | Auxiliaire de vie scolaire retraitée                                                                             |
| Les données manquantes sont à compléter. |                           |                   |             | |

## Démographie
L'évolution du nombre d'habitants est connue à travers les recensements de la population effectués dans la commune depuis 1793. Pour les communes de moins de 10 000 habitants, une enquête de recensement portant sur toute la population est réalisée tous les cinq ans, les populations de référence des années intermédiaires étant quant à elles estimées par interpolation ou extrapolation. Pour la commune, le premier recensement exhaustif entrant dans le cadre du nouveau dispositif a été réalisé en 2007.

En 2022, la commune comptait 1 404 habitants, en évolution de −2,84 % par rapport à 2016 (Ille-et-Vilaine : +5,46 %, France hors Mayotte : +2,11 %).
| 1793 | 1800 | 1806 | 1821 | 1831 | 1836 | 1841 | 1846 | 1851 |
| ---- | ---- | ---- | ---- | ---- | ---- | ---- | ---- | ---- |
| 440  | 475  | 474  | 459  | 503  | 516  | 493  | 491  | 480  |

| 1856 | 1861 | 1866 | 1872 | 1876 | 1881 | 1886 | 1891 | 1896 |
| ---- | ---- | ---- | ---- | ---- | ---- | ---- | ---- | ---- |
| 486  | 468  | 475  | 489  | 519  | 524  | 515  | 515  | 542  |

| 1901 | 1906 | 1911 | 1921 | 1926 | 1931 | 1936 | 1946 | 1954 |
| ---- | ---- | ---- | ---- | ---- | ---- | ---- | ---- | ---- |
| 513  | 508  | 478  | 437  | 427  | 401  | 392  | 344  | 357  |

| 1962 | 1968 | 1975 | 1982 | 1990 | 1999  | 2006  | 2007  | 2012  |
| ---- | ---- | ---- | ---- | ---- | ----- | ----- | ----- | ----- |
| 385  | 395  | 653  | 722  | 915  | 1 099 | 1 416 | 1 459 | 1 476 |

| 2017  | 2022  | - | - | - | - | - | - | - |
| ----- | ----- | - | - | - | - | - | - | - |
| 1 445 | 1 404 | - | - | - | - | - | - | - |

## Lieux et monuments
La commune ne compte aucun monuments historiques immobilier ou mobilier. Plusieurs monuments et objets sont inventoriés : 95 objets immobiliers selon la base Mérimée, 44 objets mobiliers selon la base Palissy et 139 objets selon la base Glad, la base du service de l'Inventaire du patrimoine de la région Bretagne.
Le bâtiment le plus imposant est le château du XVIIe siècle situé au lieu-dit le Bonnay,.
Le Manoir de Bonnais 
À 700 m à l'est du bourg et 100 m au sud de la route. Il possédait une chapelle. Il était entouré de larges douves et protégé par un cavalier percé de meurtrières. Une habitation plus ancienne se voit près de lui. Ses possesseurs étaient protestants, ils y élevèrent un prêche à l'époque des guerres de Religion et se faisaient inhumer sous un tumulus appelé la Motte, qui existe encore. Le manoir était aux familles Téhel, en 1441 et 1444, et Gourodi-Pommeri, au XVIIIe siècle ; puis il est passé par alliance, des familles Anger de Kernisan, aux Béhague. 
A signaler la présence d'une motte féodale du XIe siècle ou XIIe siècle à proximité du château. Il est entouré de larges douves. Ses possesseurs étaient protestants, ils y élevèrent un prêche à l'époque des guerres de Religion et se faisaient inhumer sous un tumulus appelé la Motte.  Propriété de la famille Téhel en 1441 et en 1444, puis à la famille Gourodi-Pommeri au XVIIIe siècle. Il est passé récemment[Quand ?] par alliance de la famille Anger de Kernisan à la famille Béhague.[réf. souhaitée]

### Patrimoine religieux

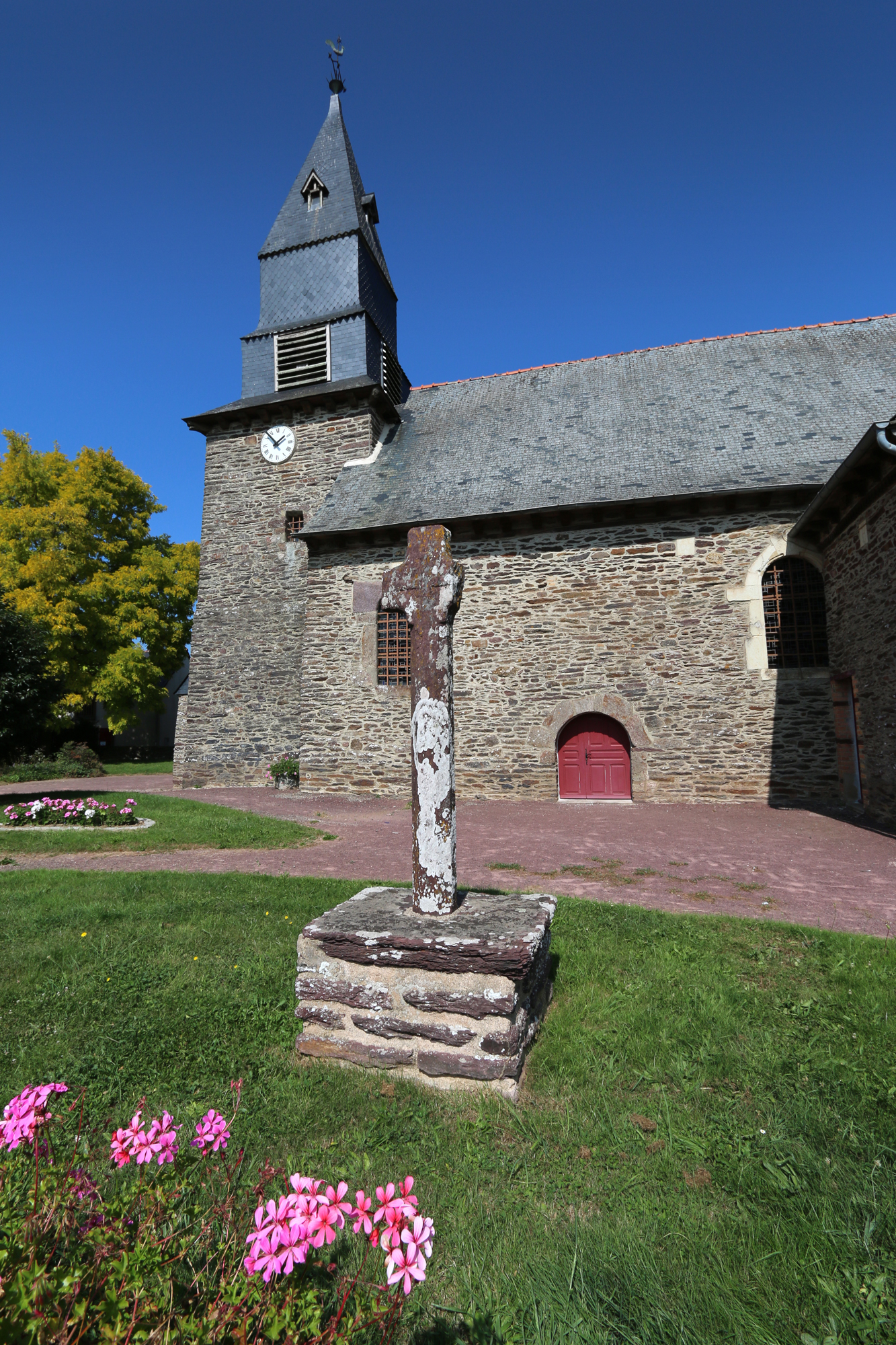
La Croix devant l'église Saint-Pierre.

L'église paroissiale Saint-Pierre dont la construction en moellons de schiste rouge remonte au début au XVIIe siècle,. Elle contient les 44 objets inventoriés par la base Palissy. Dégradée par des infiltrations d'eau pluviale, elle nécessite des travaux urgents en partie financés par la Mission Patrimoine 2021 (Loto du patrimoine) de Stéphane Bern.
On compte au moins 7 croix réparties sur le territoire de la commune. Dans le centre du bourg, une croix monumentale, se situe à proximité d'une croix de cimetière elle-même située devant l'église,. Dans les écarts se trouvent des croix de chemin au Bignon,, au Bonnay,, à la Bouhernière,, à la Giraudais,, et au Pâtis,.